# 1838 en droit
Cet article présente les faits marquants de l'année 1838 en droit.

## Événements
- Pitcairn : les femmes de Pitcairn sont les premières au monde à obtenir et à conserver le droit de vote[1].
- Algérie : Abd el-Kader entreprend la réorganisation administrative de son territoire, qui et divisée en califats, en respectant l’organisation politique tribale. Abd el-Kader ne partage son pouvoir de décision avec l’assemblé tribale qu’en ce qui concerne la conduite de la guerre sainte.
- Réforme des prazos au Mozambique (ordonnances de 1838, 1841 et 1854). Les prazeros deviennent des représentants officiels du gouvernement de Lisbonne, avec le grade de capitaines de forteresse, des décorations et des titres honorifiques. Le système persiste, avec ses abus, jusqu’à la fin du siècle.
- Empire ottoman : création du Conseil de la Sublime Porte (Dâr-i churayï Bâb-i 'âlî), chargé d’examiner les propositions de lois. Il est destiné à accroître l’efficacité de l’appareil gouvernemental : les services financiers sont regroupés, les ministères des Affaires étrangères et du Commerce et un Conseil des travaux publics sont créés.
- Loi sur les pauvres en Irlande.

### Janvier
- 26 janvier : le Tennessee adopte la première loi de prohibition contre l’alcool aux États-Unis.

### Février
- Constitution en Serbie (Ustav).

### Mai
- 8 mai : la Charte du Peuple est publiée.
- 26 mai : des planteurs du Sud des États-Unis, sous l’égide d’Andrew Jackson, obtiennent légalement le déplacement de 17 000 Cherokees. Envoyés à pied de Géorgie en Oklahoma durant l’hiver, quatre mille d’entre eux périssent : ce déplacement est connu sous le nom de « piste des Larmes »[2].

### Novembre
- 4 novembre, Canada : nouvelle proclamation de la loi martiale.
- 27 novembre, Canada : institution d’une cour martiale afin de juger 108 accusés.